# ベンジャミン・カードーゾ
ベンジャミン・ネイサン・カードーゾ（Benjamin Nathan Cardozo、1870年5月24日 – 1938年7月9日）は、アメリカの裁判官、弁護士。

## 人物
1870年、ニューヨークで生まれる。父親アルバートはニューヨーク州の高位裁判所の判事を務めた人物。また、詩人エマ・ラザラスはいとこ。祖父母は両方ともポルトガル系のユダヤ教徒(セファルディム)であった。1879年に母レベッカを亡くし、主に11歳年上の姉ネルに育てられる。当時の彼の家庭教師の一人に、小説家のホレイショ・アルジャーがいた。15歳でコロンビア大学に入学し、成績優秀者の友愛会であるファイ・ベータ・カッパに選ばれた。その後、コロンビア大学法科大学院に進み、1891年に弁護士試験に合格して、ニューヨークで開業した。
1914年、ニューヨーク州高位裁判所の判事に選ばれ、同年にはユダヤ系で初めて、同州上訴裁判所の判事に抜擢される。1932年、ハーバート・フーヴァー大統領によって、オリバー・ウェンデル・ホームズ・ジュニアの後任として合衆国最高裁判所の陪席判事に指名された。共和党のフーヴァーが民主党系のカードーゾを指名したことは、最高裁人事の中でも、政治的動機からではなく純粋に司法への貢献を讃えて行われた数少ない例とされ、当時の民主党上院議員クラレンス・クリーヴランド・ディルは「彼(フーヴァー)の大統領としての経歴の中で最高の振る舞い」と称した。1937年に心臓発作を起こし、1938年死去。

## 思想
ホームズ判事の経験主義的・プラグマティズム的側面を継承し、ハーバード・ロー・スクールのロスコー・パウンドやルイス・ブランダイス判事と共に、20世紀前半の社会学的法学（Sociological Jurisprudence）の潮流を牽引した。彼は長年の実務経験に基づき、裁判官が立法者に準ずる法創造的任務を持っていることを明らかにした上で、その裁判方法を哲学的、歴史的、伝統的およびこれら3つの選択基準たる社会学的方法に分類し、司法過程の経験的研究のさきがけとなった。

## 主な著書
- 『司法過程の性質』1921年
- 『法の成長』1924年
- 『法律学上の矛盾対立』1928年

## 邦訳
- (守屋善輝)『司法過程の性質』(中央大学出版部,1966年)
- (守屋善輝)『法律学上の矛盾対立』(中央大学出版部,1968年)